# Dysselsdorp
Dysselsdorp est une petite ville rurale d'Afrique du Sud située dans la province du Cap-Occidental.

## Géographie
Traversé par la RN 12, Dysselsdorp est situé au pied de la chaîne des montagnes de Kamanassie, à environ 30 km à l'est d'Oudtshoorn. 
Dysselsdorp est constitué de 5 secteurs formés à partir d'anciennes petites localités rurales :  Ou Dysseldorp, Bloupunt, Waaikraal, Bokkraal et Varenskloof.

## Démographie
Selon le recensement de 2011, Dysselsdorp compte 12 544 habitants (94,91 % de coloureds, 3,94 % de noirs et 0,37 % de blancs). La principale langue maternelle des résidents est l'afrikaans (96,62%).

## Histoire
La région était à l'origine habitée par les Bushmen. Les premiers européens à explorer la région étaient des commerçants et des chasseurs vers 1689, menés par des guides griquas. Bien qu'ils aient exploré alors toute la vallée du petit Karoo, ce n'est que 100 ans plus tard que les premiers fermiers s'installent dans la région. 
Dysselsdorp est fondé en 1838 comme station missionnaire par la London Missionary Society. Gérée depuis 1926 par la municipalité d'Oudtshoorn, cette ville rurale constituée de plusieurs bourgs est principalement habitée par des descendants d'anciens esclaves et par des populations métisses. 

## Industrie locale
L'élevage est la principale activité économique de la région.